# Liste des localités de la province de Hainaut
 (juillet 2025).
Motif : Sans source. De nombreux liens renvoient notamment vers des localités françaises, actrices, vêtements ou animaux.
- Archive Wikiwix
- Bing
- Cairn
- DuckDuckGo
- E. Universalis
- Gallica
- Google
- G. Books
- G. News
- G. Scholar
- Persée
- Qwant
- (zh) Baidu
- (ru) Yandex
- (wd) trouver des œuvres sur Wikidata

| 1. | Préciser le motif de la pose du bandeau. | Précisez le motif de la pose du bandeau en utilisant la syntaxe suivante : {{admissibilité à vérifier\|date=juillet 2025\|motif=remplacez ce texte par le motif}}                                                  |
| 2. | Informer les utilisateurs concernés.     | Pensez à avertir le créateur de l'article, par exemple, en insérant le code ci-dessous sur sa page de discussion : {{subst:avertissement admissibilité à vérifier\|Liste des localités de la province de Hainaut}} |

Voici la liste des localités  de la province de Hainaut, en Belgique.  Elle inclut donc, par ordre alphabétique, les villes, villages, lieux-dits et hameaux.

## A
- Acoz
- Ainières
- Aiseau
- Allain
- Altiere
- Amougies
- Anderlues
- Andoumont
- Andricourt
- Angre
- Angreau
- Anserœul
- Ansuelle
- Antoing
- Anvaing
- Arbre
- Arbre à Limont
- Arbre Saint-Pierre
- Arquennes
- Asquillies
- Ath
- Athis
- Attre
- Aubechies
- Aubecq
- Au Blanc Pignon
- Audemez
- Au dessus des Bois
- Audregnies
- Auguenne
- Aulnois
- Aulnois Marliere
- Aulnoit
- Au Pont
- Autreppe
- Azebois

## B
- Bacara
- Badon
- Bafenrieux
- Baileux
- Bailievre
- Bailleul
- Bailli
- Baisieux
- Barbencon
- Barberie
- Barbinfosse
- Barges
- Barisœul
- Barouche
- Barry
- Bas Coron
- Bascoup
- Bas du Village
- Basècles
- Bas Forest
- Bas Preau
- Bas Rejet
- Bas Sart
- Bassée
- Basse Gage
- Basse Houssiere
- Basse Plaine
- Basse Rue
- Bassilly
- Bas-Warneton
- Bauche
- Baudour
- Baudoux
- Bauffe
- Baugnies
- Baume
- Baureux
- Beaufaux
- Beaumont
- Beauregard
- Beau Repaire
- Beaurieu
- Beausoir
- Beauwelz
- Beclers
- Becquereau
- Beguinage
- Beignée
- Belle
- Bellecourt
- Belle Croix
- Belle Fontaine
- Belle Tete
- Belloy
- Belœil
- Belva
- Berceau
- Bergère
- Berlion
- Bernissart
- Bertincroix
- Besonrieux
- Bethomée
- Bétissart
- Beurre
- Biamont
- Bichourée
- Biderie
- Bienne-lez-Happart
- Biercamp
- Biercée
- Biernimont
- Biesme-sous-Thuin
- Bigrude
- Binche
- Bitremont
- Bizencourt
- Blairon
- Blanc Scourche
- Blandain
- Blaregnies
- Blaton
- Blaugies
- Bleharies
- Bleu Rieu
- Blicquy
- Bocarme
- Boette
- Boignée
- Bois Bourdon
- Bois Cahu
- Bois de Chin
- Bois de Lens
- Bois de Lessines
- Bois de Nauwe
- Bois des Maitres
- Bois de Steenkerque
- Bois-de-Ville
- Bois-du-Luc
- Bois Hellin
- Bois Robert
- Boissac
- Bolignies
- Bomerée
- Bommeteau
- Bon-Air
- Bon Conseil
- Bonifayt
- Bonne Haie
- Bonnet
- Bon Secours
- Bon Vouloir
- Bosquetville
- Bosstraat
- Boubier
- Boucaut
- Bouchegnette
- Boudenghien
- Bouderets
- Bouffioulx
- Boughors
- Bougnies
- Boulan
- Bouleng
- Bourang
- Bourgage
- Bourgambraix
- Bourgeon
- Bourleau
- Bourlers
- Bourliquet
- Bourlotte
- Boussemont
- Boussoit
- Boussu
- Boussu-Bois
- Boussu-lez-Walcourt
- Boustaine
- Boutonville
- Bouvignies
- Bouvy
- Boven Kwartier
- Bracquegnies
- Braffe
- Braine-le-Comte
- Braques
- Brasmenil
- Bray
- Breucq
- Breuze
- Briffœil
- Brigaude
- Briqueterie
- Brisee
- Brouta
- Bruenne
- Brugelette
- Bruille
- Brule
- Bruliau
- Brulle
- Brulotte
- Brun Culot
- Brunehault
- Brunfaut
- Bruyelle
- Bruyère
- Bruyère Polvee
- Bruyères
- Bruyères Montoises
- Brye
- Bucq
- Bucquoi
- Bue
- Buissenal
- Buisseret
- Buissiere
- Bulteneer
- Bultia
- Burdiau
- Burg
- Bury
- Buscaille
- Bustiau
- Butor
- Buvrinnes
- Buzet

## C
- Cabu
- Cahot
- Caillois
- Caillou-qui-Bique
- Calhuyere
- Callenelle
- Calonne
- Calvaire
- Cambron-Casteau
- Cambron-Saint-Vincent
- Camp
- Canard
- Candries
- Canger
- Canteleux
- Cantines
- Capon
- Carmois
- Carnieres
- Carnois
- Carnoy
- Casteau
- Castillon
- Catillon
- Cauderlo
- Caumont
- Cavins
- Cavrinnes
- Celles
- Cendron
- Cerfontaine
- Cernaut
- Chamborgneau
- Champ Benoit
- Champ de la Truie
- Champ de Rance
- Champ des lièvres
- Champ des Sarts
- Champ du Bois
- Champ du Marais
- Champ Martin
- Channy
- Chaos
- Chapelle-à-Oie
- Chapelle-à-Wattines
- Chapelle-lez-Herlaimont
- Chapelle-Saint-Pierre
- Charleroi
- Charly des Bois
- Charnoy
- Chassart
- Chasse Royale
- Château Neuf
- Châtelet
- Châtelineau
- Chaudeville
- Chaussée-Notre-Dame-Louvignies
- Chemin Vert
- Chene
- Cheneau
- Chensee
- Chenu
- Chercq
- Chevesnes
- Chièvres
- Chimay
- Choque
- Cinquant
- Ciply
- Clairefontaine
- Claire Haie
- Claquedent
- Clef de Hollande
- Clermaie
- Clicotia
- Clipet
- Cocambre
- Cocquereaumont
- Cocriamont
- Codron
- Cognebeau
- Colfontaine
- Colroy
- Comines
- Commont
- Contrepre
- Coquinette
- Coraimont
- Corby
- Cordes
- Cortenbroek
- Couillet
- Courcelles
- Courrière
- Cour-sur-Heure
- Courtil Gras
- Court Tournant
- Couture de Zeupire
- Crèvecoeur
- Crimont
- Croisette
- Croisissart
- Croisseau
- Croix de la Bataille
- Croix de Pierre
- Croix-lez-Rouveroy
- Croix-Norbert
- Crombrue
- Cronfestu
- Croquy
- Cuesmes
- Culot
- Culot des Trippes
- Culot du Bois
- Cuquegnies

## D
- Damerie
- Dampremy
- Dansonspenne
- Dargis
- Daublain
- Defliere
- Delbart
- Delpre
- Delval
- Dergneau
- Dernier Pre
- Desivier
- Diarbois
- Dieu de Pitie
- Dime
- Donkerstraat
- Donstiennes
- Dottignies
- Dour
- Douvrain
- Drubant
- Druquet
- Ducquegnies
- Du Pre
- Duquesnes
- Duwelz

## E
- Ecacheries
- Écaussinnes-Lalaing
- Eekhout
- Ellezelles
- Ellignies-lez-Frasnes
- Ellignies-Sainte-Anne
- Elmotte
- Elouges
- Emnuez
- Enfer
- Enghien
- En Haut
- Epinette
- Epinois
- Equipee
- Erbaut
- Erbisoeul
- Ere
- Erpion
- Erquelinnes
- Erquennes
- Erveau
- Escalette
- Escanaffles
- Espain
- Esplechin
- Esquelmes
- Esquenne
- Estafflers
- Estaimbourg
- Estaimpuis
- Estinnes au Mont
- Estinnes au Val
- Etablissements de Chassart
- Eugies
- Evregnies

## F
- Faintiau
- Faluzeau
- Familleureux
- Fantignie
- Farciennes
- Farinette
- Faubourg
- Faubourg
- Faubourg de Bruxelles
- Faubourg de Mons
- Faubourg de Tournai
- Fauchy
- Fauroeulx
- Favarcq
- Favarge
- Fayt le Franc
- Fayt-lez-Manage
- Feite
- Feluy
- Ferlibray
- Fermont
- Ferrière
- Festingue
- Figotterie
- Flament
- Flechère
- Flenu
- Fleurus
- Flinchaux
- Flobecq
- Florbecq
- Florent
- Fond Martin
- Fonds des Eaux
- Fonds Gaillards
- Fontaine de Spa
- Fontaine Haute
- Fontaine-Valmont
- Fontenelle
- Fontenoy
- Fontery
- Forchies-la-Marche
- Forest
- Forge Jean Petit
- Forge-Philippe
- Forges
- Forriere
- Fort la Haine
- Fort Leroy
- Forzeau
- Fosse Soret
- Fostaille
- Fostree
- Foucaumont
- Fouleng
- Four a Verre
- Fourbechies
- Fourcroix
- Fourmatot
- Fourneau Philippe
- Fourquepire
- Frameries
- Franquier
- Frasies
- Frasnes-lez-Buissenal
- Frasnes-lez-Gosselies
- Frayere
- Frenoit
- Frera
- Frinbuis
- Froidchapelle
- Froide Fontaine
- Froid Manteau
- Froidmanteau
- Froidmont
- Fromiée
- Froyennes

## G
- Gadin
- Gages
- Gailly
- Gallaix
- Garceau
- Garenne
- Garennes
- Gaudy
- Gauquier
- Gaurain-Ramecroix
- Genestier
- Genestriaux
- Genly
- Gerpinnes
- Gersie
- Gezule
- Ghellerie
- Ghislage
- Ghislenghien
- Ghlin
- Ghoy
- Ghyssegnies
- Gibecq
- Gibraltar
- Gille Savoie
- Gilly
- Ginintreau
- Givry
- Glacenee
- Goberwelz
- Godard
- Godarville
- Godene
- Gœgnies-Chaussée
- Gogard
- Gognie
- Gohyssart
- Gommenpont
- Gondregnies
- Gorrier
- Gosselies
- Gottignies
- Goudiniere
- Gougnies
- Gourgues
- Goutroux
- Gouy-lez-Pieton
- Gozée
- Grand Baquet
- Grand Berceau
- Grand Bermont
- Grand Breucq
- Grand Camp
- Grandchamp
- Grande Bruyère
- Grande Masure
- Grande Thierache
- Grandglise
- Grand Hameau
- Grand Haubreux
- Grand Hubeaumel
- Grand Marais
- Grandmetz
- Grand Pré
- Grand Rejet
- Grand-Reng
- Grandriaux
- Grandrieu
- Grands Pres
- Grands Sarts
- Grands Trieux
- Grand Trieu
- Grand Vivier
- Gratière
- Gratte Pierre
- Graty
- Gravelinne
- Grenfaux
- Greuneries
- Grivarderie
- Grogeries
- Grosage
- Gros Chene
- Grosmont
- Grosse Croix
- Grosse Have
- Guermignies
- Gueronde
- Guignies
- Guinaumont

## H
- Hacquegnies
- Haie des Saules
- Haie du Roeulx
- Haies
- Haies de Macon
- Haies de Saint Remy
- Haillemont
- Haine
- Haine-Saint-Paul
- Haine-Saint-Pierre
- Hainin
- Hairiamont
- Haisette
- Hameau
- Ham-sur-Heure
- Hand Kerselare
- Hanneton
- Hantes-Wihéries
- Harchies
- Hardempont
- Hardret
- Harmignies
- Harveng
- Haudion
- Haulchin
- Haut
- Haut Aulnoy
- Haut Braucq
- Haut Chemin
- Haut Coron
- Haut Doux
- Haute Folie
- Haute Gage
- Haute Grange
- Haute Houssiere
- Haute Masure
- Haute Nimelette
- Hauterue
- Haute Rue
- Haut Hameau
- Haut Marais
- Hautrage
- Haut Rejet
- Hauts Marais
- Haut Trieux
- Havay
- Havinnes
- Havré
- Havron
- Hayettes
- Heigne
- Heisbroek
- Hellebecq
- Hembise
- Hemelrijk
- Hennuyères
- Henripont
- Hensies
- Heppignies
- Herchies
- Herimetz
- Herinnes
- Herlaimont
- Herquegies
- Herseaux
- Hertain
- Heulen
- Hinaumetz
- Hoeule
- Hollain
- Hollande
- Honnevain
- Hoogbos
- Horimetz
- Horlebecq
- Hornu
- Horrues
- Horruette
- Houdeng-Aimeries
- Houdeng-Gœgnies
- Houilly
- Houppe
- Houraing
- Hourpes
- Houssiere
- Houtaing
- Houthem
- Hoves
- Howardries
- Hubermont
- Huissignies
- Hulans
- Humbeek
- Humont
- Hurdumont
- Hurlugeai
- Hutte
- Hymiée
- Hyon

## I
- Ihy
- Imbrechies
- Irchonwelz
- Isieres

## J
- Jamioulx
- Jardin
- Jemappes
- Jolimont
- Jollain-Merlin
- Joncquière
- Joncquois
- Joncret
- Jumet
- Jurbise

## K
- Kain
- Kenimont
- Klaie
- Kwadestraat

## L
- La Bacotterie
- La Baraque
- La Batte
- La Blanche
- Lableau
- Labliau
- La Boiterie
- La Borne
- La Bourgogne
- La Bouverie
- La Bretagne
- La Bruyère
- Labuissiere
- La Caluyere
- La Carne
- La Cavée
- La Champagne
- La Chaussée

- La Colotterie
- La Coulberie
- La Courbe
- La Courbette
- La Courette
- La Croisette
- La Croix
- La Dessous
- Ladeuze
- La Dime
- La Docherie
- La Faisanderie
- La Ferriere
- La Ferriere Septentrionale
- La Ferte
- La Flache
- La Flamengrie
- La Flotte a Parois
- La Folie
- La Fontaine
- La Fortelle
- La Fourchinee
- La Gade
- La Gage
- La Garenne
- La Glanerie
- La Gloriette
- La Guelenne
- La Hamaide
- Lahamaide
- La Haute Rue
- La Hestre
- La Horne
- La Houlette
- La Houzee
- La Hurtrie
- Laisette
- Laisette
- Lait Beurre
- La Laie
- La Livarde
- La Loge
- La Louvière
- Lamain
- La Maladrie
- La Mastelle
- La Mazure
- Lambusart
- Lamourette
- La Muche
- Landat
- Landelies
- Lannoy
- La Noire Bouteille
- Lanquesaint
- Lanterne
- La Perche Rompue
- La Pierre
- La Plage
- Laplaigne
- La Planche[pas clair]
- La Queue de Lerche
- La Quewette
- La Ramée
- Large Pied
- Larmoulin
- La Rochette
- La Rosiere
- La Sablonniere
- La Saboterie
- La Tombe
- La Tourette
- Laugrenee
- Lausprelle
- Lavedelle
- La Verrerie
- La Verte Louche
- La Wardries
- La Warte
- Leaucourt
- Le Berceau
- Le Bizet
- Le Bocage
- Le Boquet
- Le Bourg
- Le Bout la Haut
- Le But
- Le Calais
- Le Calvaire
- Le Casan
- Le Castieau
- Le Chapître
- Le Chat
- Le Chêne
- Le Chenia
- Le Clypot
- Le Comnien
- Le Cornet
- Le Courroux
- Le Crinquet
- Le Crouzet
- Le Dauphin
- Le Diable
- Le Douaire
- Leernes
- Leers-et-Fosteau
- Leers Nord
- Le Fieffe
- Le Grand Trieu
- Le Happart
- Le Haut Desivier
- Le Hocquet
- Le Large
- Le Long Jour
- Le Long Pont
- Le Lustre
- Le Maillet
- Le Marais
- Le Marouset
- Lens
- Le Paradis
- Le Parc
- Le Paturage
- Le Peruwez
- Le Petit Crepin
- Le Piquet
- Le Plantis
- Le Plit
- Le Pommerœul
- Le Ponchau
- Le Pont
- Le Poreau
- Le Pre
- Le Preau
- Le Pureau
- Le Renard
- Le Rieu
- Le Rivage
- Le Roo
- Les Albronnes
- Le Sart
- Le Sarty
- Les Bailles
- Les Baraques
- Les Bas Courtils
- Les Binches
- Les Bois du Breuille
- Les Bonniers
- Les Bouloirs
- Les Bourdonnees
- Les Bruyères
- Les Cailloux
- Les Chaufours
- Les Cinq Rocs
- Les Communes
- Les Complets
- Le Scottin
- Les Croisettes
- Les Culots
- Les Culots
- Lesdain
- Les Deux Acren
- Le Seminaire
- Les Empires
- Les Fays
- Les Flaches
- Les Grands Prés
- Les Haies
- Les Haiettes
- Les Hamendes
- Les Herbieres
- Les Herimonts
- Les Marais
- Les Monts
- Les Mourettes
- Les Neuf Maisons
- Les Pachis
- Les Pipettes
- Les Pires
- Les Pommiers
- Les Quartiers
- Les Quatre Sous
- Les Queues
- Les Quewettes
- Les Rivages
- Les Ruelles
- Les Sartis
- Les Sarts
- Les Sarts
- Lessines
- Les Six Censes
- Les Taillettes
- Lestrée
- Les Tries de Mignault
- Les Trieux
- Les Trois Maisons
- Les Waibes
- Les Wareschaix
- Les Wastennes
- Le Tombeau
- Le Trou
- Leugnies
- Leuze
- Le Vaillier
- Leval
- Leval-Chaudeville
- Leval-Trahegnies
- Le Vieux Campinaire
- Le Walestru Meridional
- Le Walestru Septentrional
- Liberchies
- Lieu Pire
- Ligne
- Lignette
- Lisbonne
- Liserœul
- Lobbes
- Lodelinsart
- Loge-Wactiaux
- Lombise
- Lompret
- Long Aulnois
- Long Pont
- Longpont
- Long Pourrat
- Longpré
- Longtain
- Longue Haie
- Longue Sault
- Lorette
- Lorroir
- Lousserie
- Louvesse
- Louvière
- Louvignies
- Loverval
- Luingne
- Lumenne
- Luttre
- Luxensart
- Lyree

## M
- Macon
- Macquenoise
- Maffle
- Magenies
- Mailmont
- Mainvault
- Maire Bois
- Maisieres
- Maisons Gabelle
- Maladrie
- Malaise
- Malcampe
- Malgre Tout
- Malon Fontaine
- Malplaquet
- Manage
- Mansart
- Maraiche
- Marais a Chardons
- Marais de Crothiere
- Marais de Pottes
- Marais Mon Chien
- Marbaix-la-Tour
- Marbisoux
- Marche-lez-Ecaussinnes
- Marchelle
- Marchienne-au-Pont
- Marchipont
- Marcinelle
- Marcq
- Mark
- Mariemont
- Mariette
- Marins
- Marliere
- Marloyau
- Marniere
- Marquain
- Martignon
- Martimont
- Marzelle
- Masnuy-Saint-Jean
- Masnuy-Saint-Pierre
- Masy
- Masy
- Maubray
- Maubray
- Maubriau
- Maulamee
- Maulde
- Maurage
- Mauvinage
- Mazarin
- Mazenque
- Meaurain
- Melles
- Mellet
- Menhart
- Merbes-le-Château
- Merbes-Sainte-Marie
- Merboelle
- Merlin
- Mesvin
- Mévergnies
- Miauvaing
- Miclette
- Mienson
- Mignault
- Milombois
- Milts
- Molenbaix
- Momignies
- Monceau-Imbrechies
- Monceau-sur-Sambre
- Mon Etable
- Mons
- Montagne
- Montbliart
- Mont Eribus
- Mont Fauvieau
- Mont Garni
- Mont Garni
- Montifaux
- Montignies-le-Tilleul
- Montignies-lez-Lens
- Montignies Saint Christophe
- Montignies-sur-Roc
- Montignies-sur-Sambre
- Montils
- Mont Jumont
- Mont la Chapelle
- Montliaux
- Mont Panisel
- Montroeul-au-Bois
- Montroeul-sur-Haine
- Mont Rouge
- Monts
- Monts
- Mont-Saint-Aubert
- Mont-Sainte-Aldegonde
- Mont-Sainte-Geneviève
- Mont-sur-Marchienne
- Morcelle
- Morelmont
- Moreux
- Morlanwelz-Mariemont
- Morlies
- Moulard
- Moulbaix
- Mouligneau
- Moulinel
- Mouplan
- Mourcourt
- Mouscron
- Moustier
- Muidt

## N
- Naast
- Nalinnes
- Nechin
- Nesplier
- Neufmaison
- Neufvilles
- Neusart
- Neuville
- Nieuwpoort
- Nijveloot
- Nimy
- Noirchain
- Noirchien
- Noire Voie
- Noyelle

## O
- Obaix
- Obigies
- Obourg
- Oeudeghien
- Ogy
- Oignies
- Ollignies
- Ombreucq
- Onnezies
- Orchies
- Orcq
- Ormeignies
- Ormont
- Orroir
- Thuillies
- Ostiches
- Outre Dendre

## P
- Pachy Aubraine
- Padraye
- Pairin
- Panottes
- Papignies
- Patard
- Patrouille
- Pâturages
- Pave
- Pecq
- Peissant
- Peperendaal
- Peronnes
- Perquiese
- Péruwelz
- Petit Baisieux
- Petit Bois
- Petit Bruxelles
- Petit Canton
- Petit Dour
- Petite Croix
- Petite Hollande
- Petit-Enghien
- Petite Thiérache
- Petit Hainin
- Petit Hameau
- Petit Hollaye
- Petit Hornu
- Petit Howardries
- Petit Hubeaumel
- Petit Lannoy
- Petit Moulin
- Petit Preux
- Petit Roeulx lez Braine
- Petit Roeulx lez Nivelles
- Petit Rumes
- Petits Sarts
- Petits Sarts
- Petit Tourcoing
- Petit Wasmes
- Pétria
- Pétrieux
- Péttignies
- Pevenage
- Pidebecq
- Piebroek
- Piersoulx
- Piéton
- Pipaix
- Pironchamps
- Pironche
- Plachette
- Plagneau
- Planche
- Planoit
- Planque
- Planquette
- Plaquerie
- Ploegsteert
- Plomcot
- Plouys
- Pommerœul
- Ponange
- Ponchau
- Pontenbeek
- Pont Paquette
- Pont Saint Vaast
- Pont Tordoir
- Pont Troue
- Popuelles
- Porte au Wez
- Poteaupré
- Potray
- Potterie
- Pottes
- Pourri
- Praille
- Prairie
- Pré Belene
- Pré Brulard
- Pré Colot
- Pré Feuillet
- Presles
- Preuscamp
- Priche
- Priem
- Profond Rieu
- Puce Maigne
- Puidt
- Puvinage

## Q
- Quaregnon
- Quartes
- Quartier Central
- Quatre-Chemins
- Quatre Chins
- Queneau
- Queneulle
- Queniau
- Quennezi
- Quenoy
- Quesnoy
- Queue de Rance
- Quevaucamps
- Quévy-le-Grand
- Quévy-le-Petit
- Quiévrain
- Quievremont
- Quillies

## R
- Ragnies
- Rainwez
- Ramecroix
- Ramegnies
- Ramegnies-Chin
- Rampemont
- Ramquin
- Rance
- Randicamp
- Ransart
- Rasbeek
- Rasteleurs
- Rebaix
- Recq
- Réguignies
- Rejet a Rhosnes
- Rejet de Seble
- Rejet du Sart
- Rejet Maquet
- Rejet Mouleux
- Religieuses
- Remalipont
- Remon Quesnoy
- Rengies
- Renissart
- Renlies
- Renowelz
- Ressaix
- Restaumont
- Reumont
- Rèves
- Revioux
- Rhone
- Rianwelz
- Riezes
- Rigaudrye
- Riscoterie
- Risquons-Tout
- Riviere
- Rivieren
- Rivreulle
- Robechies
- Robertsart
- Robesse
- Rocquette
- Rœulx
- Roisin
- Romont
- Rompcamp
- Ronce
- Ronce
- Rond Bonnet
- Rongy
- Ronquieres
- Ronsart
- Roquette
- Roselies
- Rosoir
- Rosseignies
- Rotteleur
- Roucourt
- Rouges Terres
- Roumont
- Rouveroy
- Roux
- Royaume
- Royère
- Ruage
- Rubignies
- Rue de Viane
- Ruinsette
- Rumes
- Rumez
- Rumillies
- Russeignies

## S
- Sablon
- Sabot
- Saint-Amand
- Saint-Antoine
- Saint-Antoine
- Saint-Denis
- Sainte-Anne
- Sainte-Barbe
- Sainte-Brigitte
- Saint-Ethon
- Saint-Fiacre
- Saint-Ghislain
- Saint-Homme
- Saint-Leger
- Saint-Marcoult
- Saint-Maur
- Saint-Pierre
- Saint-Remy
- Saint-Sauveur
- Saint-Symphorien
- Saint-Vaast
- Sairue
- Saisinne
- Salinnes
- Salles
- Sardon
- Sarrazin
- Sars-la-Bruyère
- Sars-la-Buissière
- Sars-Longchamps
- Sart à Reves
- Sart Colin
- Sart Culpart
- Sartis
- Sart les Moines
- Sarts
- Sart Saint-Nicolas
- Saule Pendu
- Sautin
- Saut Picquet
- Scailmont
- Scarbotte
- Scaubecq
- Schudewe
- Scoumont
- Scoupignies
- Scourmont
- Secrée
- Seloignes
- Semenil
- Seneffe
- Sentier
- Silly
- Sin
- Sirault
- Sirieux
- Sivry
- Smeyers Marcq
- Soignies
- Solbreucq
- Solre Saint Gery
- Solre sur Sambre
- Soreille
- Sotteniere
- Soudromont
- Sourdeau
- Souvret
- Spiennes
- Spinele
- Spinoy
- Spodiau
- Squinterie
- Stambruges
- Staumont
- Steenkerque
- Steenkup
- Steenplein
- Stocq
- Stoquoi
- Storquis
- Strée
- Strépy-Bracquegnies

## T
- Tacfesse
- Taintignies
- Taillis-Pré
- Tambour
- Tamburin
- Templeuve
- Terbeken
- Terneau
- Terraque
- Terre Pelee
- Tertre
- Thabor
- Thiarmont
- Thierissart
- Thieu
- Thieudonsart
- Thieulain
- Thieusies
- Thiméon
- Thimougies
- Thiolon
- Thirimont
- Thoricourt
- Thuillies
- Thuin
- Thulin
- Thumaide
- Thure
- Thy
- Tilleul au Bois
- Tombelle
- Tombois
- Tongre-Notre-Dame
- Tongre-Saint-Martin
- Tordoir
- Torreborre
- Torrezeel
- Tourelle
- Tourivet
- Tournai
- Tourpes
- Touvent
- Trahegnies
- Tramazure
- Traulée
- Trazegnies
- Trequiere
- Triau
- Triaux
- Triboureau
- Tribouriau
- Trieu
- Trieu Bernard
- Trieu Bouchaux
- Trieu de Melles
- Trieu des Agneaux
- Trieu de Wazon
- Trieu du Chene
- Trieu Gilson
- Trieu Jean Sart
- Trieu Perilleux
- Trieu Themise
- Trieux
- Triherée
- Trimpont
- Trivieres
- Trou Barbet
- Trou des Loups
- Tuquet
- Tyberchamps

## U
- Urtebise

## V
- Vacresse
- Vaudignies
- Vaulx
- Vaulx-lez-Tournai
- Velaines
- Vellereille-les-Brayeux
- Vellereille-le-Sec
- Velvain
- Vergne
- Vergnies
- Veriom Planque
- Verquesies
- Vert Coron
- Vert Coucou
- Vert Marais
- Vezon
- Vezonchaux
- Vieille Motte
- Viesville
- Vieux Leuze
- Vieux Moulin
- Ville-Pommerœul
- Villerot
- Villers-la-Tour
- Villers Notre Dame
- Villers-Perwin
- Villers-Poterie
- Villers Saint Amand
- Villers Saint Ghislain
- Ville-sur-Haine
- Virelles
- Viveriaux
- Vivier Coulon
- Vivier Roland
- Viviers
- Vrissart

## W
- Wadelincourt
- Wagnelée
- Wainage
- Wanfercée-Baulet
- Wangenies
- Wannebecq
- Warchaix
- Warchin
- Warcoing
- Wardois
- Warechaix
- Warichaix
- Warimez
- Warissaet
- Warloche
- Warneton
- Warquignies
- Wasmes (Colfontaine)
- Wasmes (Péruwelz)
- Wasmuel
- Wastenne
- Wastinelle
- Watiamont
- Wattimez
- Wattines
- Wattripont
- Waudrez
- Waugenee
- Wayaux
- Wespes
- Wéaux
- Wez-Velvain
- Le Wicher
- Wiers
- Wiheries
- Wiheries
- Wilausart
- Wilbeauroux
- Willaufosse
- Willaupuis
- Willemeau
- Willeries
- Williaupont
- Wisempierre
- Wodecq